# Âm nhạc trong James Bond
Loạt phim James Bond của  Eon Productions đã có rất nhiều bài hát nổi tiếng trong nhiều năm, nhiều bài hát trong số chúng được xem như là những bản nhạc kinh điển của bộ phim. Bản nhạc nổi tiếng và phổ biến nhất là "James Bond Theme" (nhạc Chủ đề James Bond), đã góp mặt trong mọi bộ phim Bond kể từ Dr. No, phát hành năm 1962. Một số bản nhạc khác như "007 Theme" hoặc "On Her Majesty's Secret Service", và những bài hát khác như  "Goldfinger" của Shirley Bassey, "Live and Let Die" của Paul McCartney hoặc "Nobody Does It Better" của Carly Simon, "For Your Eyes Only" của Sheena Easton và "A View to a Kill" của Duran Duran đã được nhận dạng chung với series. "Skyfall" của Adele và "Writing's on the Wall" của Sam Smith đã thắng Giải Oscar cho ca khúc trong phim hay nhất.

## "James Bond is Back"
Là bản "James Bond Theme" ngắn nhất,  bắt đầu bằng ""Opening Titles" music of From Russia with Love. Được nghe ở Trên Mật Vụ Hoàng gia phim trailer. WLS (AM) sử dụng chủ đề vào giữa những năm 1960 cho các đại lí điệp viên bí mật "The Wild Adventures of Peter Fugitive" xuất hiện trên "The Art Roberts Show".

## "007 Theme"
Nó đã trở thành một chủ đề thứ hai cho bộ phim Bond, được sử dụng hàng loạt, chủ yếu trong cảnh hành động. đây là những bản đáng chú ý nhất thường hay xuất hiện:
- Từ Nga với tình Yêu — Chơi trong cuộc đấu súng gyspy camp và trong lúc Bond ăn cắp mã Lektor trong đại sứ quán Nga ở Istanbul.
- Trúng thưởng được chơi khi Bond chạy từ SPECTRE trong một cuộc diễu hành và trong lúc cao trào
- Bạn Chỉ Sống hai Lần — được Chơi trong suốt chuyến bay của "Little Nellie" trước khi Bond bắn nhau với bốn máy bay trực thăng tấn công anh ta.
- Kim cương Là mãi Mãi —  được chơi khi Bond  hủy diệt trụ sở của Blofeld
- Gàng — Chơi trong cuộc truy đuổi ở Sông Amazon.

Các chủ đề đã không được giới thiệu trong toàn bộ bộ phim Bond kể từ khi nó sử dụng trong Gàng.

## "Suspense" motif
- Ngày Mai Không Bao Giờ Chết — "Station Break", "*-3-Send", "Underwater Discovery"
- Thế giới này không đủ — "Pipeline", "Submarine"
- Chết một Ngày Khác — "Death of Moon", "Antonov"
- Sòng bạc Royale — "Miami International", "Dirty Martini", and very briefly in "African Rundown"

## Nhà Soạn Nhạc (Eon Productions)
| Phim                                 | Năm       | Nhà soạn nhạc   |
| ------------------------------------ | --------- | --------------- |
| Tiến Sĩ Không                        | Năm 1962  | Monty Norman    |
| Từ Nga với tình Yêu                  | 1963      | John Barry      |
| Ngón tay vàng                        | 1964      | John Barry      |
| Thunderball                          | 1965      | John Barry      |
| Bạn Chỉ Sống Hai Lần                 | 1967      | John Barry      |
| Trên Mật Vụ Hoàng gia                | Năm 1969  | John Barry      |
| Kim Cương Là Mãi Mãi                 | Năm 1971  | John Barry      |
| Sống và Hãy Chết                     | Năm 1973  | George Martin   |
| Các Người đàn ông với khẩu Súng Vàng | 1974      | John Barry      |
| Người Yêu Tôi                        | Năm 1977  | Marvin Hamlisch |
| Gàng                                 | Năm 1979, | John Barry      |
| Chỉ Đôi Mắt Của Bạn                  | Năm 1981  | Bill, Bruno     |
| Điệp viên                            | 1983      | John Barry      |
| Một cái Nhìn để Giết một             | Năm 1985  | John Barry      |
| Ánh Sáng Chết Người                  | Năm 1987  | John Barry      |
| Giấy phép Giết                       | Năm 1989  | Michael Marburg |
| Mắt vàng                             | Năm 1995  | Eric Serra      |
| Ngày Mai Không Bao Giờ Chết          | Năm 1997  | David Arnold    |
| Thế giới này không đủ                | Năm 1999  | David Arnold    |
| Chết Một Ngày Khác                   | Năm 2002  | David Arnold    |
| Sòng Bạc Royale                      | 2006      | David Arnold    |
| Omega                                | Năm 2008  | David Arnold    |
| Nana                                 | 2012      | Thomas Newman   |
| Spectre                              | 2015      | Thomas Newman   |

## Nhạc của Eon Productions

### Tiêu đề chủ đề
| Phim                                         | Năm  | Score composer  | Title song                                                                  | Composed by                                           | Performed by | U.K. peak position | U.S. peak position |
| -------------------------------------------- | ---- | --------------- | --------------------------------------------------------------------------- | ----------------------------------------------------- | --- | ------------------ | ------------------ |
| Dr. No (soundtrack)                          | 1962 | Monty Norman    | "James Bond Theme"                                                          | Monty Norman                                          | John Barry & Orchestra; Monty Norman | 13                 | —                  |
| Dr. No (soundtrack)                          | 1962 | Monty Norman    | "Kingston Calypso1" 1. The 'Kingston Calypso' is a.k.a. 'Three Blind Mice'  | Monty Norman                                          | Byron Lee and the Dragonaires | —                  | —                  |
| From Russia with Love (soundtrack)           | 1963 | John Barry      | "Opening Titles: James Bond Is Back/From Russia with Love/James Bond Theme" | John Barry Lionel Bart Monty Norman                   | John Barry (title sequence) Matt Monro (vocal version heard in film first as source music over a radio and then during closing credits) | 20                 | —                  |
| Goldfinger (soundtrack)                      | 1964 | John Barry      | "Goldfinger"                                                                | Leslie Bricusse Anthony Newley John Barry             | Shirley Bassey | 21                 | 8                  |
| Thunderball (soundtrack)                     | 1965 | John Barry      | "Thunderball"                                                               | John Barry Don Black                                  | Tom Jones | 35                 | 25                 |
| You Only Live Twice (soundtrack)             | 1967 | John Barry      | "You Only Live Twice"                                                       | Leslie Bricusse John Barry                            | Nancy Sinatra (charted single is produced by Lee Hazlewood and arranged by Billy Strange and in marked contrast to soundtrack version)  | 11                 | 44                 |
| On Her Majesty's Secret Service (soundtrack) | 1969 | John Barry      | "On Her Majesty's Secret Service"                                           | John Barry Hal David                                  | The John Barry Orchestra | —                  | —                  |
| On Her Majesty's Secret Service (soundtrack) | 1969 | John Barry      | "We Have All the Time in the World" (secondary theme)                       | John Barry Hal David                                  | Louis Armstrong | 3                  | —                  |
| Diamonds Are Forever (soundtrack)            | 1971 | John Barry      | "Diamonds Are Forever"                                                      | John Barry Don Black                                  | Shirley Bassey | 38                 | 57                 |
| Live and Let Die (soundtrack)                | 1973 | George Martin   | "Live and Let Die"                                                          | Paul McCartney Linda McCartney                        | Paul McCartney & Wings | 9                  | 2                  |
| The Man with the Golden Gun (soundtrack)     | 1974 | John Barry      | "The Man with the Golden Gun"                                               | John Barry Don Black                                  | Lulu | —                  | —                  |
| The Spy Who Loved Me (soundtrack)            | 1977 | Marvin Hamlisch | "Nobody Does It Better"                                                     | Marvin Hamlisch Carole Bayer Sager                    | Carly Simon | 7                  | 2                  |
| Moonraker (soundtrack)                       | 1979 | John Barry      | "Moonraker"                                                                 | John Barry Hal David                                  | Shirley Bassey | —                  | —                  |
| For Your Eyes Only (soundtrack)              | 1981 | Bill Conti      | "For Your Eyes Only"                                                        | Bill Conti Mick Leeson                                | Sheena Easton | 8                  | 4                  |
| Octopussy (soundtrack)                       | 1983 | John Barry      | "All Time High"                                                             | John Barry Tim Rice Stephen Short                     | Rita Coolidge | 75                 | 36                 |
| A View to a Kill (soundtrack)                | 1985 | John Barry      | "A View to a Kill"                                                          | John Barry Duran Duran                                | Duran Duran | 2                  | 1                  |
| The Living Daylights (soundtrack)            | 1987 | John Barry      | "The Living Daylights"                                                      | John Barry Pål Waaktaar                               | A-ha | 5                  | —                  |
| Licence to Kill (soundtrack)                 | 1989 | Michael Kamen   | "Licence to Kill"                                                           | Narada Michael Walden Jeffrey Cohen Walter Afanasieff | Gladys Knight | 6                  | —                  |
| GoldenEye (soundtrack)                       | 1995 | Éric Serra      | "GoldenEye"                                                                 | Bono The Edge                                         | Tina Turner | 10                 | 102                |
| Tomorrow Never Dies (soundtrack)             | 1997 | David Arnold    | "Tomorrow Never Dies"                                                       | Sheryl Crow Mitchell Froom                            | Sheryl Crow | 12                 | —                  |
| The World Is Not Enough (soundtrack)         | 1999 | David Arnold    | "The World Is Not Enough"                                                   | David Arnold Don Black                                | Garbage | 11                 | —                  |
| Die Another Day (soundtrack)                 | 2002 | David Arnold    | "Die Another Day"                                                           | Madonna Mirwais Ahmadzaï                              | Madonna | 3                  | 8                  |
| Casino Royale (soundtrack)                   | 2006 | David Arnold    | "You Know My Name"                                                          | David Arnold Chris Cornell                            | Chris Cornell | 7                  | 79                 |
| Quantum of Solace (soundtrack)               | 2008 | David Arnold    | "Another Way to Die"                                                        | Jack White                                            | Jack White Alicia Keys | 9                  | 81                 |
| Skyfall (soundtrack)                         | 2012 | Thomas Newman   | "Skyfall"                                                                   | Adele Paul Epworth                                    | Adele | 2                  | 8                  |
| Spectre (soundtrack)                         | 2015 | Thomas Newman   | "Writing's on the Wall"                                                     | Sam Smith Jimmy Napes                                 | Sam Smith | 1                  | 71                 |

### Bài hát khác
| Phim                        | Tiêu đề | Năm      | Thực hiện bởi |
| --------------------------- | --- | -------- | --- |
| Tiến Sĩ Không               | "Jump Up!" "Three Blind Mice1" "Jamaican Rock" "Under the Mango Tree" 1 'Three Blind Mice' is a.k.a. the 'Kingston Calypso' | Năm 1962 | Byron Lee và Dragonaires Monty Norman Diana Coupland                                                                  |
| Từ Nga với tình Yêu         | "From Russia With Love" (End Credits)                                                                                       | 1963     | Matt Monro |
| Ct                          | "Mr. Kiss Kiss Bang Bang"                                                                                                   | 1965     | Dionne Warwick và một phiên bản khác của Shirley Bassey (không phải soundtrack,chỉ xuất hiện trong phim)              |
| Trên Mật Vụ Hoàng gia       | "We Have All the Time in the World" "Do You Know How Christmas Trees Are Grown?"                                            | Năm 1969 | Louis Armstrong Nina                                                                                                  |
| Chỉ Đôi Mắt Của Bạn         | "Make It Last All Night" | Năm 1981 | Rage |
| Một cái Nhìn để Giết một    | "California Gold" (not on soundtrack)                                                                                       | Năm 1985 | Gidea Park |
| Ánh Sáng Chết Người         | "Where Has Everybody Gone?" "If There Was a Man"                                                                            | Năm 1987 | The Pretenders |
| Giấy phép Giết              | "If You Asked Me To" "Wedding Party" "Dirty Love"                                                                           | Năm 1989 | Patti Labelle Ivory Tim Feehan                                                                                        |
| Mắt vàng                    | "The Experience of Love" "Searching for the Golden Eye" "James Bond Theme" (GoldenEye trailer version)                      | Năm 1995 | Eric Serra Motiv8 và Họ Mazelle Starr bãi biển và Jeff Công bằng (sử dụng trong teasers,không trong phim)             |
| Ngày Mai Không Bao Giờ Chết | "Surrender" "James Bond Theme"                                                                                              | Năm 1997 | k.d. lang Moby (không trong phim)                                                                                     |
| Thế giới Này Không Đủ       | "Only Myself to Blame" "James Bond Theme" (End Title) "Sweetest Coma Again" (Japanese End Title)                            | Năm 1999 | Scott Walker (không trong phim) David Arnold (không phải trên nhạc phim) Luna Biển (bản soundtrack Nhật Bản duy nhất) |
| Chết Một Ngày Khác          | "London Calling" "James Bond Theme (Bond vs. Oakenfold)"                                                                    | Năm 2002 | Những cuộc Đụng độ (không phải nhạc phim) Paul Oakenfold (không phải trong phim)                                      |

### Bài hát nước ngoài
Một số bài hát đã được lồng tiếng cho các phiên bản nước ngoài của bộ phim.
| Phim                            | Tiêu đề gốc                                  | Tiêu đề dịch | Biểu diễn                     | Nước     |
| ------------------------------- | -------------------------------------------- | --- | ----------------------------- | -------- |
| From Russia with Love           | "From Russia with Love"                      | "Bons baisers de Russie" "Die Wolga ist weit" (không phát hành DVD)                                               | Bob Asklof Ruth Berlé         | Pháp Đức |
| On Her Majesty's Secret Service | "Do You Know How Christmas Trees Are Grown?" | "Savez-vous ce qu'il faut au sapin de Noël?" "Wovon träumt ein Weihnachtsbaum im Mai?" (phát hành trên DVD ở Đức) | Isabelle Aubret Katja Ebstein | Pháp Đức |
| Diamonds Are Forever            | "Diamonds Are Forever"                       | "Vivo di diamanti"                                                                                                | Shirley Bassey                | Ý        |

### Nhạc bổ sung
| Phim                 | Tiêu đề | Nhà soạn nhạc                                                     |
| -------------------- | --- | ----------------------------------------------------------------- |
| The Spy Who Loved M  | "Lawrence của Saudi Theme" "Bác sĩ Zhivago Theme" (hộp âm Nhạc) "Concerto for Piano N°21" (Elvira Madigan) – Andante "Air on the G String" | Maurice Jarre Wolfgang Amadeus Mozart Johann Sebastian Bach       |
| Moonraker            | "Đóng Gặp thứ Ba Loại chủ Đề" "Tuyệt Vời, Bảy,Theme" "Khúc dạo đầu Số 15 (Mưa khúc dạo đầu)"                                               | John Williams Elmer Bernstein Frederic Chopin                     |
| A View to a Kill     | "The Four Seasons" "Swan Lake" | Antonio Vivaldi Wolfgang Amadeus Mozart                           |
| The Living Daylights | "40th Symphony in G minor" (1st movement) "Finale-Act II-Le Nozze di Figaro" "String Quartet in D major" "Variations on a Rococo Theme"    | Wolfgang Amadeus Mozart Alexander Borodin Wolfgang Amadeus Mozart |
| Goldeneye            | "Đứng Bởi Người Của Ông" (Minnie Lái Xe)                                                                                                   | Billy Melanie / Tammy Wynette                                     |
| Tomorrow Never Dies  | "Nó Đã Là Bạn" (Nhạc) | Gus Khan / Isham Jones                                            |

## Không phải của Eon Productions

### Main title themes
| Phim                                       | Năm  | Nhà soạn nhạc       | Tiêu đề bài hát         | Thực hiện bởi                     |
| ------------------------------------------ | ---- | ------------------- | ----------------------- | --------------------------------- |
| Sòng Bạc Royale                            | 1967 | Burt Bacharach      | "Casino Royale"         | Herb Alpert and the Tijuana Brass |
| Đừng Bao Giờ Nói Không Bao Giờ Một Lần Nữa | 1983 | Michel Mọi Chi Tiết | "Never Say Never Again" | Lani Hall                         |

| Phim                                       | Tiêu đề                                | Năm  | Thực hiện bởi                   |
| ------------------------------------------ | -------------------------------------- | ---- | ------------------------------- |
| Sòng Bạc Royale                            | "Yêu" "Dream on James, You're Winning" | 1967 | Bụi Bặm Springfield Mike Redway |
| Đừng Bao Giờ Nói Không Bao Giờ Một Lần Nữa | "Une Chanson d'Amour"                  | 1983 | Sophie Della                    |

### Từ chối bài hát
- Một phiên bản của 'Never Say Never Again" đã được ghi lại bởi Phyllis Hyman nhưng đã bị từ chối để ủng hộ phiên bản của Lani Hall

## Không sử dụng các bài hát
Có một số bài hát được viết ban đầu có tiềm năng trở thành Bond themes, nhưng không được sử dụng, đã được phát hành hoặc có sẵn ở nơi khác. Chúng bao gồm:
- "Mr. Kiss Kiss Bang Bang" " bởi Dionne Warwick/Shirley Bassey
- "Thunderball" của Johnny Cash, cuối cùng đã được xuất bản chính thức trong khởi đầu  vol. II trong năm 2011 'From Memphis to Hollywood'.
- "Run James Run" của Brian Wilson, thiết kế như một James Bond theme, nhưng cuối cùng phát hành cùng tên theo dõi trên Bãi biển Nam' của album Cưng Âm thanh.
- "Bạn Chỉ Sống hai Lần" của Julie Rogers – Đưa vào thế kỷ niệm 30 phiên Bản giới Hạn 2 phát hành CD của 'tốt Nhất của James Bond'.
- "You Only Live Twice" bởi Lorraine Chandler - xuất Hiện trên R(are) C(ollectable) (nd Soulful) volume 2
- "The Man with the Golden Gun" bởi Alice Cooper – xuất Hiện năm 1973 trong album Cơ bắp của tình Yêu
- "For Your Eyes Only" của Blondie – xuất hiện trên album của họ năm 1982 Các thợ Săn.
- "Never Say Never Again" bởi Phyllis Hyman – Dành cho phim năm 1983
- "The Living Daylights" của Cửa hàng thú Cưng Trai, – trích từ bản demo chủ đề cho ánh sáng chết Người, sau đó làm lại hoàn toàn như "This Must Be the Place I Waited Years to Leave". Xuất hiện năm 1990 trong album hành Vi.[3]
- "The Juvenile" bởi Ace của cơ Sở – được viết vào năm 1995 (gọi là "The Goldeneyes"), sau đó lại viết lại thành "The Juvenile" và phát hành vào năm 2002 trong album Đà Tâm.
- "Tomorrow Never Lies" bởi Bột giấy (được gọi là "Tomorrow Never Dies").
- "Tomorrow Never Dies" bởi Saint Etienne – xuất Hiện trong album Xây dựng trên Cát.
- "Spectre" by Radiohead – bài hát được phát vào các hoạt động là chủ đề cho Spectre, nhưng Sam Smith đã được thay thế. Bài hát được phát hành trên SoundCloud vào Ngày Giáng sinh năm 2015.

## Bản Cover và spin-offs
| Tên                                 | Performer(s) |
| ----------------------------------- | --- |
| "James Bond Theme"                  | Billy Strange Neil Norman The Art of Noise Naked City The Skatalites Bond Count Basie Moby LTJ Bukem City of Prague Philharmonic Orchestra Soft CellThe Ventures Alizée (Sample in the song "J.B.G.") Royal Philharmonic Orchestra Leningrad Cowboys Hank Marvin (as part of a medley) |
| "From Russia with Love"             | Natacha Atlas Count Basie Thomas Lang Royal Philharmonic Orchestra Hank Marvin (as part of a medley) |
| "Goldfinger"                        | Count Basie Billy Strange Bébé Anthony Newley (original demo recording) Ten Masked Men Blue Stingrays (Tom Petty band members' surf project) Magazine Royal Philharmonic Orchestra Leningrad Cowboys Hank Marvin Alan Partridge Chaka Khan                                             |
| "Thunderball"                       | Martin Fry Mr.Bungle Shirley Bassey The Kingpins Guy Lombardo Billy Strange Royal Philharmonic Orchestra |
| "You Only Live Twice"               | Soft Cell Mark Burgess Björk Coldplay Natacha Atlas Robbie Williams (Sample in the song "Millennium") Shirley Bassey Trashcan Sinatras Billy Strange Eddie Peregrina Royal Philharmonic Orchestra Billy Mackenzie Hank Marvin (as part of a medley)                                    |
| "On Her Majesty's Secret Service"   | Propellerheads Vernian Process Hank Marvin (as part of a medley) |
| "We Have All The Time in the World" | Fun Lovin' Criminals The Pale Fountains Iggy Pop My Bloody Valentine The Puppini Sisters |
| "Diamonds Are Forever"              | David McAlmont Arctic Monkeys Kanye West (Sample in the song "Diamonds from Sierra Leone") Ten Masked Men Royal Philharmonic Orchestra Chaka Khan |
| "Live and Let Die"                  | Chrissie Hynde Escala Guns N' Roses Geri Halliwell Lizzy Borden Butch Walker Royal Philharmonic Orchestra Hank Marvin |
| "The Man with the Golden Gun"       | Emilíana Torrini Funkstar De Luxe Thin White Rope Ten Masked Men Royal Philharmonic Orchestra |
| "Nobody Does It Better"             | Radiohead Aimee Mann 8mm Alan Partridge Me First and the Gimme Gimmes Royal Philharmonic Orchestra |
| "Moonraker"                         | Shara Nelson Neil Norman |
| "For Your Eyes Only"                | Thomas Anders Edenbridge Royal Philharmonic Orchestra |
| "All Time High"                     | Pulp |
| "A View to a Kill"                  | Diablo Leningrad Cowboys Lostprophets Northern Kings Shirley Bassey Ten Masked Men |
| "The Living Daylights"              | Ten Masked Men The Narrow Royal Philharmonic Orchestra |
| "Licence to Kill"                   | Count Basic |
| "If You Asked Me To"                | Céline Dion |
| "GoldenEye"                         | Wise Guys Bono (original demo recording) Royal Philharmonic Orchestra |
| "Tomorrow Never Dies"               | Uwe Kröger |
| "The World Is Not Enough"           | Jackie Moore |
| "You Know My Name"                  | Poets of the Fall |
| "Skyfall"                           | Within Temptation |

## Trò chơi Video
Với sự gia tăng chất lượng âm thanh cho trò chơi video game và máy tính cá nhân, ngoài sự phổ biến tiếp tục máy tính, và trò chơi video, publisher Electronic Arts cũng như Activision(từ năm 2008) đã mở chủ đề và film-style cho một số chuỗi Bond video game spin offs gần đây
| Trò chơi Video                                     | Năm      | Nhà soạn nhạc                             | Tiêu đề bài hát                              | Thực hiện bởi       |
| -------------------------------------------------- | -------- | ----------------------------------------- | -------------------------------------------- | ------------------- |
| Mắt vàng 007                                       | Năm 1997 | - Norgate và Grant Kirkhope               |                                              |                     |
| Ngày Mai Không Bao Giờ Chết                        | Năm 1999 | Tommy Tallarico                           | "Ngày Mai Không Bao Giờ Chết"                | Lữ Con Quạ          |
| Thế giới Này Không Đủ (Nintendo 64 và PlayStation) | 2000     | Don Veca                                  |                                              |                     |
| Đại Lý Under Fire                                  | Năm 2001 | Không Veca                                | "The James Bond Theme"                       |                     |
| Nightfire                                          | Năm 2002 | Steve Oldsmobile, Ed Lima, Jeff Tymoschuk | "Nearly Civilized"                           | Esthero             |
| Tất cả mọi thứ hoặc không có Gì                    | Năm 2004 | Sean Callery, Jeff Tymoschuk              | "Everything or Nothing"                      | Mýa                 |
| Mắt Vàng: Đại Lý Rogue                             | Năm 2004 | Paul Oakenfold                            | "If You're Gonna..."                         | Natasha Bedingfield |
| Từ Nga với tình Yêu                                | 2005     | Christopher Lennertz                      | "From Russia with Love" (instrumental remix) | John Barry          |
| Omega                                              | Năm 2008 | Christopher Lennertz                      | "Khi Không Ai Yêu Em"                        | Kerli               |
| Mắt vàng 007                                       | Năm 2010 | David Arnold, Kevin Kiner                 | "When Nobody Loves You"                      | Christine           |
| Máu Đá                                             | Năm 2010 | Richard Jacques                           | "I'll Take It All"                           | Joss Stone          |
| 007 Huyền thoại                                    | 2012     | David Arnold, Kevin Kiner                 | "Goldfinger" (instrumental remix)            | David Arnold        |